# 张家港港
张家港港是长江三角洲的一个新兴港口。自2002年起成为苏州港张家港港区，现为苏州港的组成部分之一。

## 港区
张家港港区建港起步于1968年，1982年批准为对外籍船舶开放一类口岸。港区开设有多条国际集装箱航线，经上海或香港中转，同世界上一百多个港口有货运业务往来。
张家港港区位于长江下游水运口岸，东邻上海 150 公里 ，西距南京 230 公里 ，北与南通隔江相望，南离苏州 113 公里 、距无锡、常州均为 57 公里 。腹地富庶，交通畅达。口岸岸线全长 63.57 公里 ( 不含双山岛岸线 ) ，其中深水岸线 33.7 公里 。口岸有对外开放泊位 33 个，江心浮筒 15 个，年吞吐能力超过2亿吨，可承接钢材、木材、粮食、化工、煤炭、集装箱、件杂货等不同货种的装卸、储运、中转业务。口岸有航线直达韩国、日本、香港等地，经上海、香港中转可与世界各地保持货运往来。 
2006年的货物吞吐量为10035万吨，首次突破一亿吨，其中集装箱46万标箱。2011年货物吞吐量达到2.21亿吨，其中集装箱运量130.7万标箱。，成为长江流域重要的外贸大港之一。口岸机构健全，有张家港港务集团及沿江众多货主码头等装卸单位，有海关、检验检疫局、海事局、边检站等检查检验单位，有外运、外代、远洋、海运等代理单位，有省航、市货管处等运输单位及外供、海员俱乐部等服务部门。

## 保税区
江苏省张家港保税区于1992年10月经国务院批准设立，规划面积4.1平方公里，是全国首家内河港型保税区，唯一的区港合一的保税区，江苏省唯一的保税区。 经过多年的开发建设，已形成了由保税区管委会统一开发、建设和管理的保税区、保税物流园、扬子江化工园和扬子江高新技术产业园一区多园的发展格局，主要有物流、化工、机电、粮油和纺织五大支柱产业。2008年11月张家港保税区经国务院批准，升格转型为保税港区，成为中国目前政策最优、功能最齐全的特殊经济区域。